# Ljusskär (söder om Rosala, Kimitoön)
Ljusskär är en ö i Finland. Den ligger i Skärgårdshavet och i Kimitoöns kommun i landskapet Egentliga Finland, i den sydvästra delen av landet. Ön ligger omkring 75 kilometer söder om Åbo och omkring 150 kilometer väster om Helsingfors. 
Öns area är 3,4 hektar och dess största längd är 300 meter i nord-sydlig riktning.Ön är helt kal och saknar vegetation.